# Casimir Rudolf Katz
Pour les articles homonymes, voir Katz.
Casimir Rudolf Katz (né le 6 juin 1824 à Gernsbach et mort le 10 mars 1880 à Berlin) est un industriel du bois et député du Reichstag. 

## Biographie
Katz étudie au lycée de Karlsruhe et suit des cours particuliers à l'école polytechnique de Karlsruhe et à l'Université de Berlin. Il fait des études de commerce à Rotterdam et à Bruxelles et fait de nombreux voyages, en particulier en Grande-Bretagne, également pendant la tourmente de la révolution en 1848. En tant que principal actionnaire et président du conseil d'administration des bateliers de la Murg, il est propriétaire de forêts et de scieries dans la vallée de la Murg. De Grande-Bretagne, il apporte de nouvelles méthodes d'imprégnation du bois et de nouvelles technologies de scierie et modernise son entreprise. Après la mort de son père, en 1852, il prend comme associé le marchand de bois Gottlieb Klumpp (de) dans la société Katz and Klumpp à Gernsbach. La société produit notamment des poteaux télégraphiques cyanisés pour le réseau télégraphique en pleine expansion. 
Casimir Rudolf Katz est l'initiateur de la compagnie des chemins de fer de la vallée de la Murg, qui construit la ligne de chemin de fer de Rastatt à Gernsbach en 1868-1869, la première section de l'actuelle Murgtalbahn. Il crée ainsi une base pour la poursuite de l'industrialisation de la vallée de la Murg. En outre, il est l'un des fondateurs de la Bezirkssparkasse Gernsbach (1857) et de la Gernsbacher Vorschuss-Verein (1873, précurseur de la Volksbank), dont il préside également le conseil d'administration. 
De 1877 jusqu'à sa mort, il est député du Reichstag pour la 9e circonscription de Baden (Pforzheim, Durlach, Ettlingen, Gernsbach) et membre du Parti conservateur, dont il est un membre fondateur à Baden. Il est également membre de conseil de l'arrondissement avec un vote viril, du conseil politique et du conseil paroissial. Son troisième enfant est Casimir Otto Katz (de) (né le 16 juillet 1856, mort en 1919), pionnier de la production industrielle de sous-bocks .